# Hermann Mühlen
Hermann Mühlen (* 12. Februar 1886 in Düsseldorf als Hermann Franz Joseph Mühlen; † 16. November 1964 in München) war ein deutscher Landschafts-, Figuren- und Stilllebenmaler und Mitglied der Künstlervereinigung Das Junge Rheinland.

## Leben
Hermann Mühlen absolvierte ein dreieinhalbjähriges Praktikum bei dem Fresko- und Kirchenmaler Fritz Stummel in Kevelaer. 1904 wurde er an der Düsseldorfer Kunstakademie aufgenommen und studierte an der Kunstgewerbeschule Düsseldorf. Ende 1907 siedelte Mühlen nach München um. Ab dem 13. Mai 1908 war er an der Akademie der Bildenden Künste München bei Angelo Jank im Fach Zeichnen eingeschrieben und studierte bei Ludwig von Herterich.
Studienreisen nach Frankreich, Belgien, Holland und Italien machten Mühlen mit den verschiedenen Strömungen der modernen Kunst vertraut. Er trat der von dem Schriftsteller Herbert Eulenberg, dem Maler Arthur Kaufmann und dem Illustrator Adolf Uzarski 1919 gegründeten Künstlervereinigung Das Junge Rheinland bei und stellte seitdem regelmäßig im Rheinland und in München aus.
1920 heiratete Hermann Mühlen die Malerin Josefine Maria Therese Schmid (* 1888 in Sarching; † 1960 in München), die unter dem Namen Josefine Mühlen-Schmid Bekanntheit erlangte. Sie hatte von 1908 bis 1910 an der Königlichen Kunstgewerbeschule München und anschließend an der staatlich geförderten Damenakademie des Münchner Künstlerinnenvereins studiert. Das Paar verlegte seinen Wohnsitz nach Ohlstadt, wo 1922 die Tochter Annemarie Gertrud geboren wurde. In dieser Zeit entstanden Mühlens expressionistische Figurenkompositionen, die auch religiöse Themen beinhalteten. 1924 zog die Familie nach München zurück, wo im Jahr darauf eine zweite Tochter, Emilie Josephine, geboren wurde. In den 1920er Jahren unterhielt Mühlen sein Atelier in der Ruffinistraße im Stadtbezirk Neuhausen-Nymphenburg.
Bei dem Brand im Glaspalast am 6. Juni 1931 verlor Mühlen während der von der Münchener Künstlergenossenschaft und dem Verein bildender Künstler Münchens „Secession“ e.V veranstalteten „Münchener Kunstausstellung“ zwei Ölgemälde sowie zwei Aquarelle. 1943/1944 wurde nahezu sein gesamtes Werk durch Kriegsschäden zerstört. In den 1950er Jahren erfolgte die Trennung von seiner Frau.

## Werk
Neben Aktdarstellungen, Landschaften, Stillleben und Gemälden mit religiöser Thematik entwarf Hermann Mühlen auch Wandmalereien. Wird in seinen Figurenkompositionen und Aktdarstellungen die Nähe zum französischen Stil der 1920er Jahre und dem Art déco spürbar, zeigen seine Landschaften und Stillleben den Einfluss Cézannes. Mühlen schuf auch Bildnisse wie 1931 das Porträt des Bildhauers Karl Kroher (1892–1964).
Sein Spätwerk umfasst Akt- und Landschaftsdarstellungen, die von Abstraktion und einer leuchtenden Farbigkeit geprägt sind.

## Werke in öffentlichen Sammlungen
- Pinakothek der Moderne, München[9]